# リーガ・エスパニョーラ1940-1941
この項目では、1940-1941年シーズンのリーガ・エスパニョーラ (ラ・リーガ、プリメーラ・ディビシオン)について述べる。
リーガ・エスパニョーラ1940-1941は、スペインのプロサッカーリーグ、リーガ・エスパニョーラの10回目のシーズンである。
1940年9月29日に開幕し、1941年3月30日に閉幕。クルブ・アトレティコ・デ・アビアシオンが2年連続2回目の優勝を決めた。

## レギュレーション
- 「12チームのH＆A2回戦総当たり・全22節」「勝ち点が勝利2・引分け1・敗北0」「勝ち点が並んだ時の順位決定法」に変化はなし。
- 来季からプリメーラ・ディビシオンのチーム数を14チームに拡大する。
- セグンダ・ディビシオン1940-1941上位2チームはプリメーラ・ディビシオン1941-1942へ自動昇格する。
- 今季プリメーラ・ディビシオンの11位・12位は自動降格せず、セグンダ・ディビシオン1940-1941の3位・4位と中立地マドリードで1試合制の入れ替え戦を行う。

## クラブチーム名称の変更
1941年1月21日の言語統制令により連盟所属の全クラブチームが名称変更をした。以下その内容をできるだけ簡潔にまとめる。
- Racing、Sporting、Athletic、Foot-ball Club=FCなど外国語はスペイン語の同じ意味の単語に直訳または除去。
- 第二共和制の1931年に「レアル」など王室関連称号を失ったクラブは元通りにする。
- 「Fútbol Club」=「FC」の語順は禁止。「Club de Fútbol」=「CF」にする。

## 1940-1941年シーズンの昇降格
| セグンダ・ディビシオンへ降格                                                                | プリメーラ・ディビシオンへ昇格・復帰                                             |
| ------------------------------------------------------------------------------------------- | -------------------------------------------------------------------------------- |
| レアル・ベティス・バロンピエ (11位) レアル・サンタンデール・ソシエダ・デポルティーバ (12位) | クルブ・レアル・ムルシア (1位) レアル・オビエド・クルブ・デ・フトボル (自動復帰) |

## 1940-1941年シーズンのリーガ・エスパニョーラのチーム
| クラブチーム                       | ホームタウン | スタジアム       | 監督                                 |
| ---------------------------------- | ------------ | ---------------- | ------------------------------------ |
| アトレティコ・デ・ビルバオ         | ビルバオ     | サン・マメス     | フアン・ウルキス                     |
| クルブ・アトレティコ・アビアシオン | マドリード   | バジェカス(暫定) | ラモン・ラフエンテ →リカルド・サモラ |
| CFバルセロナ                       | バルセロナ   | ラス・コルツ     | ジョセップ・プラナス                 |
| RCセルタ・デ・ビーゴ               | ビーゴ       | バライードス     | ホアキン・カルデネス                 |
| RCDエスパニョール                  | バルセロナ   | サリア           | パトリシオ・カイセド                 |
| エルクレスCF                       | アリカンテ   | バルディン       | マヌエル・オリバレス                 |
| レアル・オビエドCF                 | オビエド     | ブエナビスタ     | クリストバル・マルティー・バターリャ |
| レアル・マドリードCF               | マドリード   | チャマルティン   | パコ・ブル                           |
| CRムルシア                         | ムルシア     | コンドミーナ     | ジュアン・アルメット                 |
| セビージャCF                       | セビリア     | ネルビオン       | ペペ・ブラン                         |
| バレンシアCF                       | バレンシア   | メスタージャ     | ラモン・エンシナス                   |
| サラゴサCF                         | サラゴサ     | トーレロ         | トマス・アルナンス                   |

## シーズンの流れ

### 優勝争い
昨季の好調をそのまま持ち込んだ王者アトレティコ・アビアシオン、僅差で2位に終わったセビージャCFが序盤から首位争いを演じた。レアル・マドリードCFも第6節に首位に立つなど割って入るが、アビアシオンが首位を守って前半戦を折り返した。第12節終了時には、開幕直後に大きく出遅れたアトレティコ・デ・ビルバオが怒涛の7連勝で一気に2位に浮上、勝ち点1差に迫った。
それでもアビアシオンが決して首位を譲らないまま終盤に突入し、まずRマドリードが第20節で勝ち点5差をつけられ終戦。同節セビージャもアビアシオンとの直接対決で敗れ、勝ち点5差が付き優勝の可能性が消滅した。ラスト2節は勝ち点で並ぶアビアシオンとビルバオの争いとなったが、アビアシオンはビルバオと当該対戦が1勝1分けのため優位を持っていた。
迎えた最終節、第16節から6連勝で追随してきたビルバオは、アビアシオンの引き分け以下を願いつつラス・コルツで4位CFバルセロナと対戦。しかし24分にアズクラーに決められ0-1とビハインドを背負う。そのころアビアシオンは暫定本拠地バジェカスで8位レアル・オビエドCFを相手に、開始早々の5分にマニンが先制点。さらに38分にもマニンが2ゴール目を決めリードを広げた。
ラス・コルツのスコアが全く動かないまま、アビアシオンは後半開始直後の47分にカンポスが決定的な3点目を決め、優勝争いの決着は時間の問題となった。アビアシオンが3-0で勝ち2年連続2回目の優勝を決めた。ビルバオは結局バルサに0-1と敗れ勝ち点2上積みも優勝もできなかった。だが6連勝と7連勝を1回ずつ記録し最終節まで優勝の可能性を残すなど、内戦後の新興勢力の台頭の中で存在感を示したシーズンだった。

### 残留争い
このシーズンの残留争いは厳密に言えば「入れ替え戦回避争い」だった。序盤ビルバオやバルサが入れ替え戦圏内・危険域に沈むが、中盤戦には立て直した。その後はオビエド、エルクレスCF、RCセルタ・デ・ビーゴ、サラゴサCF、RCムルシアらが下位グループを形成した。第16節終了後にムルシアが11位に勝ち点差3をつけて、残留に一歩前進。翌17節終了時には最下位サラゴサが10位に3差をつけられた。
エルクレスは第18節に上位のセビージャに勝利し、11位と3差の8位まで浮上。第20節終了時にはセルタが6連敗を喫して、オビエドに勝ったサラゴサに抜かれ11位から最下位に転落した。この時点でエルクレスの残留が確定、代わって6試合未勝利のオビエドが一気に9位まで落ちてきたが、第21節に戦意希薄なエルクレスを6-0で大破。セルタとサラゴサが潰しあい、ムルシアが敗れてオビエドの残留が決まった。
最終節前の時点で入れ替え戦出場の可能性は、勝ち点13で並ぶ10位のセルタと11位のムルシア・勝ち点12の最下位サラゴサに絞られた。セルタの最悪のシナリオは自分たちが負けて、サラゴサとムルシアの直接対決でいずれかが勝つ事だった。だが蓋を開ければモチベーションで劣るエルクレスを敵地で5-0と圧倒し、あっさりと自力残留を決めた。もう一つの試合はサラゴサが2-1で勝って11位に浮上、ムルシアの最下位が決定。しかしこの試合に真の勝者は無く、両チームとも入れ替え戦行きが決定した。

## 結果

### 順位表
| 順 | チーム                         | 試 | 勝 | 分 | 敗 | 得 | 失 | 差  | 点 | 出場権           |
| -- | ------------------------------ | -- | -- | -- | -- | -- | -- | --- | -- | ---------------- |
| 1  | アトレティコ・アビアシオン (C) | 22 | 13 | 7  | 2  | 70 | 36 | +34 | 33 |                  |
| 2  | アトレティコ・デ・ビルバオ     | 22 | 13 | 5  | 4  | 49 | 24 | +25 | 31 |                  |
| 3  | バレンシアCF                   | 22 | 11 | 5  | 6  | 60 | 52 | +8  | 27 |                  |
| 4  | CFバルセロナ                   | 22 | 13 | 1  | 8  | 55 | 45 | +10 | 27 |                  |
| 5  | セビージャCF                   | 22 | 12 | 2  | 8  | 70 | 43 | +27 | 26 |                  |
| 6  | レアル・マドリードCF           | 22 | 11 | 2  | 9  | 51 | 38 | +13 | 24 |                  |
| 7  | RCDエスパニョール              | 22 | 10 | 2  | 10 | 50 | 54 | −4  | 22 |                  |
| 8  | レアル・オビエドCF             | 22 | 7  | 2  | 13 | 36 | 63 | −27 | 16 |                  |
| 9  | エルクレスCF                   | 22 | 7  | 2  | 13 | 28 | 67 | −39 | 16 |                  |
| 10 | RCセルタ・デ・ビーゴ           | 22 | 7  | 1  | 14 | 45 | 51 | −6  | 15 |                  |
| 11 | サラゴサCF (R)                 | 22 | 5  | 4  | 13 | 26 | 41 | −15 | 14 | 入れ替え戦に出場 |
| 12 | RCムルシア (R)                 | 22 | 5  | 3  | 14 | 29 | 55 | −26 | 13 | 入れ替え戦に出場 |

1. 1 2  バレンシアCFはCFバルセロナに対し3-1、3-4の1勝1分けで当該対戦勝ち点だ2-2だが、得失点差が7-4のため順位が上になった[33][34]。
2. 1 2  レアル・オビエドCFはエルクレスCFに対し6-0、0-3の1勝1分けで当該対戦勝ち点が2-2だが、得失点差が6-3のため順位が上になった[35][36]。

### 勝敗表
| ホーム / アウェイ          | AAV | ATB | BAR  | CEL | ESP | HER | RMA | MUR | OVI | SEV | VAL  | ZAR |
| -------------------------- | --- | --- | ---- | --- | --- | --- | --- | --- | --- | --- | ---- | --- |
| アトレティコ・アビアシオン | —   | 1–1 | 4–4  | 5–4 | 5–3 | 7–1 | 3–1 | 6–0 | 3–0 | 3–1 | 2–2  | 3–1 |
| アトレティコ・デ・ビルバオ | 0–5 | —   | 3–1  | 4–1 | 6–2 | 4–0 | 3–1 | 6–1 | 2–1 | 2–1 | 5–0  | 0–0 |
| CFバルセロナ               | 2–4 | 1–0 | —    | 2–0 | 2–3 | 3–2 | 3–0 | 3–0 | 7–0 | 4–0 | 4–3  | 2–0 |
| RCセルタ・デ・ビーゴ       | 0–2 | 1–2 | 1–4  | —   | 7–1 | 2–0 | 1–2 | 5–1 | 3–1 | 2–2 | 6–2  | 1–0 |
| RCDエスパニョール          | 2–3 | 1–1 | 3–1  | 4–1 | —   | 1–2 | 3–2 | 2–1 | 5–0 | 4–3 | 2–1  | 3–0 |
| エルクレスCF               | 3–3 | 1–0 | 1–3  | 0–5 | 3–2 | —   | 0–3 | 4–0 | 3–0 | 1–0 | 0–2  | 1–0 |
| レアル・マドリードCF       | 1–4 | 0–1 | 1–2  | 3–1 | 4–1 | 5–3 | —   | 2–1 | 1–0 | 4–1 | 6–1  | 6–0 |
| RCムルシア                 | 1–1 | 1–3 | 1–3  | 3–0 | 3–1 | 0–0 | 3–1 | —   | 1–2 | 2–1 | 2–5  | 1–0 |
| レアル・オビエドCF         | 4–3 | 0–2 | 3–1  | 4–3 | 3–3 | 6–0 | 0–2 | 2–1 | —   | 0–4 | 3–3  | 5–4 |
| セビージャCF               | 1–1 | 1–0 | 11–1 | 3–0 | 3–1 | 8–3 | 5–4 | 3–2 | 4–1 | —   | 10–3 | 4–1 |
| バレンシアCF               | 3–1 | 2–2 | 3–1  | 5–1 | 3–0 | 6–0 | 1–1 | 3–3 | 5–1 | 4–1 | —    | 1–0 |
| サラゴサCF                 | 1–1 | 2–2 | 2–1  | 1–0 | 0–3 | 7–0 | 1–1 | 2–1 | 3–0 | 0–3 | 1–2  | —   |

### 自動昇格チーム
- グラナダ・クルブ・デ・フトボル (セグンダ・ディビシオン1940-1941・昇格プレーオフ1位)
- レアル・ソシエダ・デ・フトボル (同・2位)

## 入れ替え戦
プリメーラ・ディビシオン11位のサラゴサCFがセグンダ・ディビシオン1940-1941・昇格プレーオフ4位のCDカステリョンと対戦した。
| 1941年5月2日 |

| サラゴサCF (11位) | 2 - 3 | CDカステリョン (4位) |
|                   |       |                      |

| エスタディオ・チャマルティン |

- 勝ったCDカステリョンがプリメーラ・ディビシオン1941-1942へ昇格。敗れたサラゴサCFはセグンダ・ディビシオン1941-1942へ降格。

プリメーラ・ディビシオン12位のRCムルシアがセグンダ・ディビシオン1940-1941・昇格プレーオフ3位のRCデポルティーボ・デ・ラ・コルーニャと対戦した。
| 1941年5月4日 |

| RCムルシア (12位) | 1 - 2 | RCデポルティーボ・デ・ラ・コルーニャ (3位) |
|                   |       |                                            |

| カンポ・デ・フトボル・デ・バジェカス |

- 勝ったRCデポルティーボ・デ・ラ・コルーニャがプリメーラ・ディビシオン1941-1942へ昇格。敗れたRCムルシアはセグンダ・ディビシオン1941-1942へ降格。

## 得点ランク・記録

### 得点ランキング
| 順位 | 得点者                           | 得点数 | 試合数 | 得点率 | チーム                     |
| ---- | -------------------------------- | ------ | ------ | ------ | -------------------------- |
| 1    | プルデン                         | 30     |        |        | アトレティコ・アビアシオン |
| 2    | エドムンド・スアレス             | 22     |        |        | バレンシアCF               |
| 3    | ビセンテ・マルティネス・カタラー | 18     |        |        | RCDエスパニョール          |
| 4    | ギジェルモ・カンパナル           | 17     |        |        | セビージャFC               |
| 5    | パコ・カンポス                   | 16     |        |        | アトレティコ・アビアシオン |
| 6    | ギジェルモ・ゴロスティサ         | 14     |        |        | バレンシアFC               |
| =    | マヌエル・ロペス・トーロンテギ   | 14     |        |        | セビージャCF               |
| =    | マヌエル・アルダイ               | 14     |        |        | レアル・マドリードCF       |
| 9    | マリアーノ・マルティン           | 12     |        |        | CFバルセロナ               |
| =    | アグスティン・ハラボ             | 12     |        |        | RCセルタ・デ・ビーゴ       |
| =    | フアン・デル・ピノ・ディアス     | 12     |        |        | RCセルタ・デ・ビーゴ       |

### ハットトリック
| 選手名                           | 所属チーム                 | 達成試合                                                                           | 回数 |
| -------------------------------- | -------------------------- | ---------------------------------------------------------------------------------- | ---- |
| パコ・カンポス                   | アトレティコ・アビアシオン | 第1節・5-4セルタ                                                                   | 1回  |
| プルデン                         | アトレティコ・アビアシオン | 第3節・3-1Rマドリード 第5節・5-0ビルバオ 第13節・6-0ムルシア 第19節・7-1エルクレス | 4回  |
| フランシスコ・ガラテ             | アトレティコ・デ・ビルバオ | 第8節・6-1ムルシア                                                                 | 1回  |
| ホセ・ルイス・ロペス・パニーソ   | アトレティコ・デ・ビルバオ | 第16節・6-2エスパニョール                                                          | 1回  |
| ギジェルモ・ゴロスティサ         | バレンシアCF               | 第8節・5-1オビエド                                                                 | 1回  |
| エドムンド・スアレス             | バレンシアCF               | 第16節・6-0エルクレス 第21節・5-2ムルシア                                          | 2回  |
| ギジェルモ・カンパナル           | セビージャCF               | 第1節・11-1バルセロナ 第3節・10-3バレンシア                                        | 2回  |
| マヌエル・ロペス・トーロンテギ   | セビージャCF               | 第1節・11-1バルセロナ                                                              | 1回  |
| ホセ・ロペス・マルティネス       | セビージャCF               | 第3節10-3バレンシア                                                                | 1回  |
| ライムンド・ブランコ             | セビージャCF               | 第7節8-3エルクレス                                                                 | 1回  |
| マヌエル・アルダイ               | レアル・マドリードCF       | 第2節・5-3エルクレス 第11節・6-1バレンシア 第12節・6-0サラゴサ                     | 3回  |
| ヘスス・アロンソ・フェルナンデス | レアル・マドリードCF       | 第19節・4-5セビージャ                                                              | 1回  |
| アントニオ・サンチェス・バルデス | レアル・オビエドCF         | 第21節・6-0エルクレス                                                              | 1回  |
| アグスティン・ハラボ             | RCセルタ・デ・ビーゴ       | 第2節・7-1エスパニョール                                                           | 1回  |
| フアン・デル・ピノ・ディアス     | RCセルタ・デ・ビーゴ       | 第2節・7-1エスパニョール                                                           | 1回  |
| フランシスコ・ロイグ             | RCセルタ・デ・ビーゴ       | 第9節・6-2エスパニョール                                                           | 1回  |
| ホセ・ビラノバ                   | サラゴサCF                 | 第9節・5-4オビエド                                                                 | 1回  |
| エミリオ・ウゲット・フィゲラス   | RCムルシア                 | 第10節・3-3バレンシア                                                              | 1回  |
| セベリアーノ・ウリア・カノ       | RCムルシア                 | 第16節・3-0セルタ                                                                  | 1回  |

### 最少失点ゴールキーパー
| 選手                       | 所属                       | 試合数 | 失点数 | 失点率 |
| -------------------------- | -------------------------- | ------ | ------ | ------ |
| ホセ・マリア・エチェバリア | アトレティコ・デ・ビルバオ | 18     | 21     | 1,167  |

## できごと
- アトレティコ・アビアシオンのリカルド・サモラ監督は昨季のリーグ優勝後、「ロホ (赤)」の疑いで当局に拘束された。釈放後も6か月間ベンチ入り禁止処分を受けたので、第10節までラモン・ラフエンテが監督を代行。1940年12月4日に監督の座に復帰し、その後リーグを連覇した[64]。